# 格里夸鎮

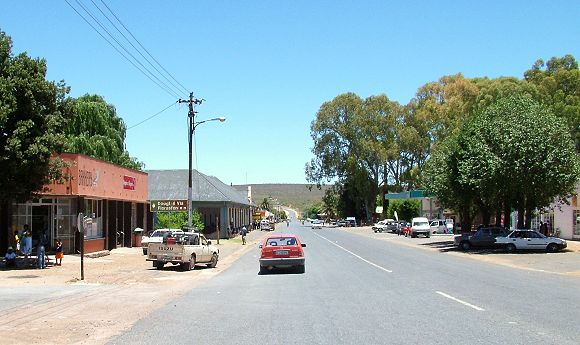
格里夸鎮

格里夸鎮是南非的城鎮，位於該國中部，由北開普省負責管轄，距離金伯利150公里，始建於1812年，面積77.09平方公里，2001年人口3,952，人口密度每平方公里51人。

## 外部連結
- Images of Griquatown taken in 2006 （页面存档备份，存于）
- Images of Griquatown taken in 2007 （页面存档备份，存于）
- Children of the Mist （页面存档备份，存于）
- Griquatown Andersons （页面存档备份，存于）